# Hương Cần
Hương Cần là một xã thuộc tỉnh Phú Thọ, Việt Nam.
Xã Hương Cần có diện tích 81,30 km², dân số năm 2024 là 17.900 người.
Theo Nghị quyết số 1676/NQ-UBTVQH15 ngày 16/6/2025, Ủy ban Thường vụ Quốc hội quyết định sắp xếp toàn bộ diện tích tự nhiên và quy mô dân số của các xã Yên Lương, Yên Lãng và Hương Cần cũ để thành lập xã Hương Cần mới